# Spinopeplus spinosissima
Spinopeplus spinosissima är en insektsart som först beskrevs av Kirby 1896.  Spinopeplus spinosissima ingår i släktet Spinopeplus och familjen Diapheromeridae. Inga underarter finns listade i Catalogue of Life.